# 픽션들 (영화)
《픽션들》은 2022년에 개봉한 대한민국의 영화이다.

## 캐스팅
- 김권후 : 윤수 역
- 이태경 : 은경 역
- 박종환 : 치원 역
- 구자은 : 주희 역